# Грибівський повіт
Грибівський повіт (нім. Bezirk Grybów; пол. Powiat grybowski) — адміністративно-територіальна одиниця у складі Королівства Галичини та Володимирії Австро-Угорщини (у 1854—1948 рр.) і Краківського воєводства Польської республіки (у 1920—1932 рр.). Центром повіту було м. Грибів.

## Королівство Галичини та Володимирії
Провісник пізнішого повіту Судовий повіт Грибів (адміністративно-судовий орган влади) був створений наприкінці 1850 р. Повітова судова виконавча влада підпорядковувалась утвореному того ж року апеляційному суду у Кракові (за підпорядкованістю до якого повіти вважались належними до Західної Галичини на противагу апеляційному суду у Львові як критерію належності до Східної Галичини).
Сам Грибівський повіт як орган адміністративної влади після проголошення в 1854 р. був створений 29 вересня 1855 р. (паралельно до наявного судового повіту) у складі округу Сандек.
Після скасування окружних відомств наприкінці жовтня 1865 р. їх компетенція перейшла до повітових управлінь. За розпорядженням міністерства внутрішніх справ Австро-Угорщини 23 січня 1867 року під час адміністративної реформи місцевого самоврядування збільшені повіти, зокрема до попереднього Грибівського повіту (з 26 самоврядних громад-гмін) приєднані більші частини повітів Криниця (з 20 гмін) і Цежковиці (з 20 гмін) та одна гміна повіту Ной-Сандек (Мисткув). Однак у повіті існували й надалі два окремі судові округи (повіти) — Грибівський і Ценжковицький. Практично в набутому в 1867 р. вигляді Грибівський повіт існував 65 років — до 1 квітня 1932 року.
У 1870 р. площа повіту становила 546,02 км², населення — 42 368 осіб, повіт включав 1 місто (Грибів), 2 містечка (Ценжковиці й Бобова) та 70 сіл і 45 фільварків. Почались у повіті видобуток нафти і нафтопереробка.
Грибівський повіт за переписом 1910 р. налічував 77 гмін (самоврядних громад) і 58 фільварків та займав площу 585 км². В 1900 році населення становило 50 919 осіб. За переписом 1910 р. населення становило 53 240 осіб, з них 13 % греко-католиків, 82 % римо-католиків, 5 % юдеїв. У південній частині повіту проживало автохтонне українське населення — лемки.

## Польща
У 1920 р. був включений до новоутвореного Львівського воєводства.
1 квітня 1932 р. повіт ліквідовано, а його територія приєднана до повітів:
Новосондецького — сільські гміни Бжана Гурна, Ліпніца Вєлька, Ліпнічка, Коженнна, Войнарова, Ходорова, Кружльова Вижна, Кружльова Ніжна, Посадова, Могільно, Конюшова, Стара Вєсь, Сюлкова, Бяла Ніжна, Бяла Вижна, Канцльова, Пташкова, Ценява, Мшальніца, Крульова Польска, Мисткув, Камьонка Вєлька, Крульова Руска, Богушна, Бінчарова, Вавжка, Фльоринка Камєнна, Поляни, Берест, Пьорунка, Чирна і місто Грибув
Горлицького — сільські гміни Оструша, Сєдліска, Сєндзішова, Зборовіце, Стружна, Польна, Вискітне, Бердехув коло Бугая, Грудек, Плава, Бердехув коло Бобовей, Бжана Дольна, Бобова, Янкова, Вільчиска, Струже Вижне, Струже Ніжне, Брунари Ніжне, Брунари Вижне, Яшкова, Чарна, Снєтніца, Ставіша, Баніца, Чертинне, Ізби і Бєлічна.
Тарновського — сільські гміни Богоньовіце, Турско, Кіпшна, Кансьна Дольна, Кансьна Гурна, Ястшембє, Брусьнік, Сєкєрчина, Ямна, Буковєц, Фалькова і місто Ценжковиці.